# Liste des commanderies templières dans les Midlands de l'Ouest
Cette liste recense toutes les commanderies et maisons de l'Ordre du Temple qui ont existé dans la région des Midlands de l'Ouest, en Angleterre.

## Commanderies
| Garway Upleden |

| Halston Lydley |

| Keele |

| Balsall |

| Sodington Hill Croome Laugherne Temple Broughton |

| Comté actuel        | Commanderie      | Ville actuelle (à ou près de) | Observations                                                                                                   | Image / situation           |
| ------------------- | ---------------- | ----------------------------- | --- | --------------------------- |
| Herefordshire       | Garway           | Garway                        | Toutes les possessions templières du sud du Pays de Galles étaient administrées à partir de cette commanderie, | 51° 53′ 53″ N, 2° 47′ 35″ O |
| Shropshire          | Halston          |                               | [ 3 ] |                             |
| Worcestershire      | Hill Croome      |                               | [ 4 ] |                             |
| Staffordshire       | Keele            | Keele                         | , |                             |
| Worcestershire      | Laugherne        | Worcester                     | Des terres |                             |
| Shropshire          | Lydley           | Cardington                    | , |                             |
| Worcestershire      | Sodington        | Mamble                        | c.1240/50: « Brother Richard Carpenter, preceptor of Suthinton »                                               |                             |
| Midlands de l'Ouest | Temple Balsall   | Solihull                      | , | 52° 22′ 53″ N, 1° 41′ 47″ O |
| Worcestershire      | Temple Broughton | Hanbury                       | [ 4 ] |                             |
| Herefordshire       | Upleden          | Bosbury                       | On trouve également la graphie Upleadon et tout simplement commanderie de Bosbury,                             |                             |